# 革命纪念塔

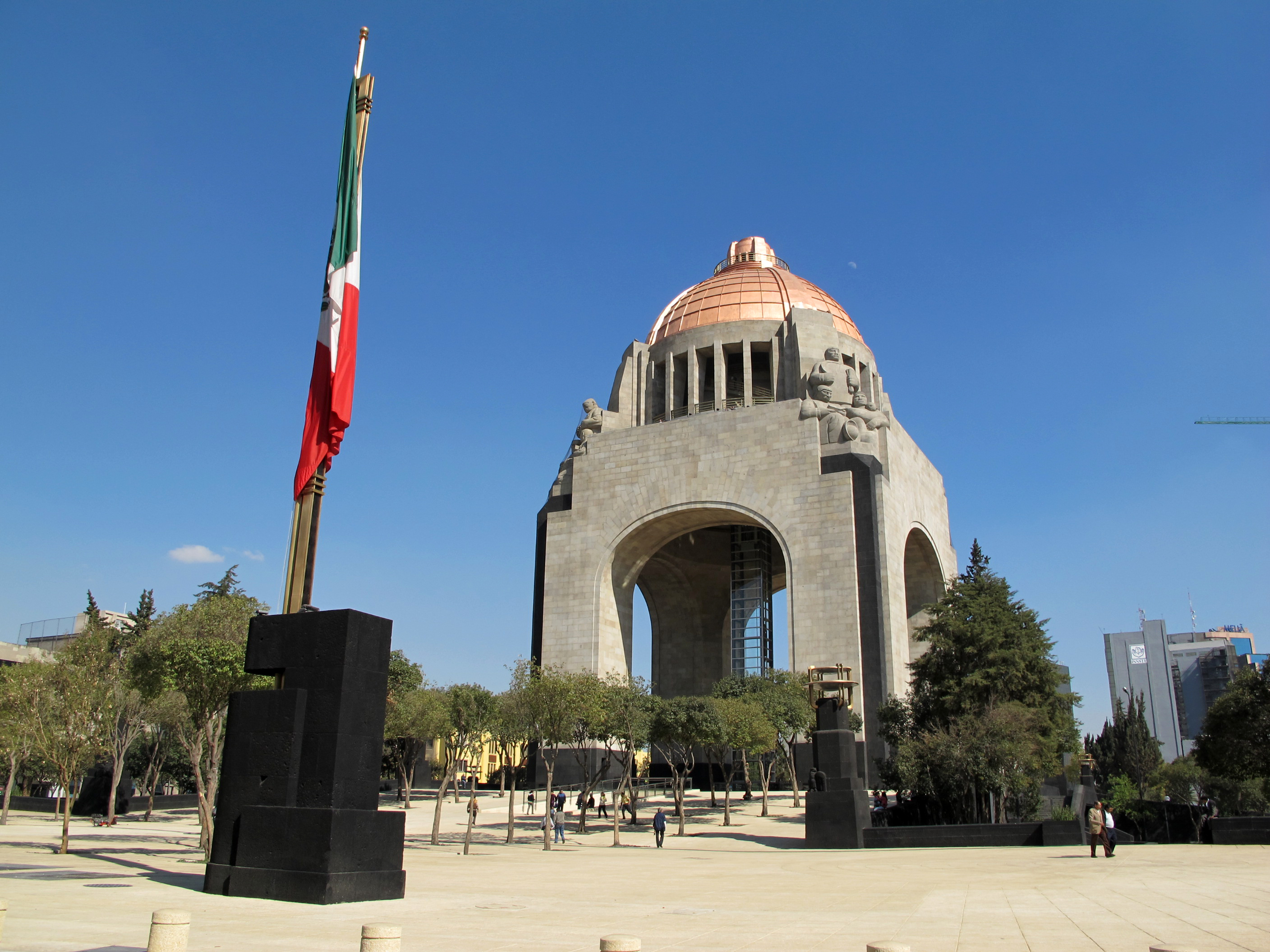
革命纪念塔

革命纪念塔（西班牙語：Monumento a la Revolución）是墨西哥城的一个地标，纪念1910年墨西哥革命。它位于市中心改革大道和起义者大道之间的共和国广场。
这是一座开放建筑，由Carlos Obregón Santacilia设计，兼有裝飾風藝術和墨西哥社会主义现实主义风格，建在取消的联邦立法宫。该建筑也被用作墨西哥革命英雄的陵墓。
19°26′10″N 99°09′17″W / 19.436233°N 99.154701°W